# Бомје
Бомје (фр. Bommiers) насеље је и општина у централној Француској у региону Центар (регион), у департману Ендр која припада префектури Исуден.
По подацима из 2011. године у општини је живело 288 становника, а густина насељености је износила 10,15 становника/km². Општина се простире на површини од 28,38 km². Налази се на средњој надморској висини од 161 метар (максималној 204 m, а минималној 143 m).

## Демографија
| 1962. | 1968. | 1975. | 1982. | 1990. | 1999. | 2011. |
| ----- | ----- | ----- | ----- | ----- | ----- | ----- |
| 315   | 363   | 350   | 283   | 229   | 260   | 288   |

График промене броја становника у току последњих година